# 卡律布迪斯冰川
卡律布迪斯冰川 (70°25′S 67°30′E / 70.417°S 67.500°E）是一座位于查尔斯王子山脉的阿拉米斯山脉和波尔托斯山脉之间的东北部的大型冰川。它于1956年12月由W.G. 比瑟率领的澳大利亚国家南极研究探险队南部小组发现，并以漩涡怪物卡律布迪斯的名字命名，因为探险队在穿越该地区时遇到了相当大的困难。